# Peter Strang

Figur des Oberon, Entwurf von Peter Strang
Briefmarke der DDR (1982)

Willy Max Peter Strang (* 7. Juli 1936 in Dresden; † 21. Dezember 2022) war ein deutscher Plastiker. Als Modelleur prägte er ab Ende der 1960er Jahre wesentlich das künstlerische Programm der Porzellanmanufaktur Meißen.

## Leben
Strang absolvierte zwischen 1950 und 1954 in der Staatlichen Porzellanmanufaktur in Meißen eine Lehre zum Bossierer. Nach deren Abschluss blieb er zunächst in der Manufaktur tätig. Auf Einladung von Walter Arnold studierte er von 1955 bis 1960 an der Hochschule für Bildende Künste in Dresden. Er spezialisierte sich auf das Modellieren von Plastiken.
Nach einer Studienreise nach Albanien kehrte er 1960 an die Meißener Porzellanmanufaktur zurück und war dort zunächst freischaffend, ab 1968 per Festanstellung Plastiker in der Entwicklungsabteilung. Von 1993 bis zu seiner Pensionierung diente er als künstlerischer Leiter und Chefplastiker der Manufaktur.
1960 gründeten Strang, der Maler Heinz Werner und Ludwig Zepner das „Kollektiv Künstlerische Entwicklung“, dem später auch Rudi Stolle und der Blumen- und Fruchtmaler Volkmar Bretschneider angehörten.
Strangs Grab befindet sich auf dem Friedhof in Moritzburg.

## Museen und öffentliche Sammlungen mit Werken Strangs (unvollständig)
- Dresden: Porzellansammlung[3]
- Dresden: Kunstgewerbemuseum
- Meißen: Sammlung der Porzellanmanufaktur

## Werke (Auswahl)
- 1976: Wandbild: „Liebe“[4]
- 1953: Clown-Kapelle (bestehend aus 15 Figuren)[5]
- Skulptur: „Leda auf dem Hahn“ (16/81)[6]
- „Seifenblase“ (40/90)[7]
- Skulptur: „Liebespaar“ (189/90)[8]
- Es gibt vom Künstler zahlreiche Wandbilder aus Meißner Porzellan, welche in und an öffentlichen Gebäuden erlebbar sind.

### Gemeinsam mit Volkmar Bretschneider
- 1982: Wandplatte „Gelbe Tulpen“ mit Applikationen aus Zinn (27/82)(Peter Strang zeichnete für die Form verantwortlich.)[9]
- 1988: Bildplatte „Zu Gast bei Hofe“ (Peter Strang zeichnete für die Form verantwortlich)[10]

## Teilnahme an zentralen und wichtigen regionalen Ausstellungen in der DDR
- 1967/1968, 1972/1973, 1977/1978 und 1982/1983: Dresden, Kunstausstellung der DDR
- 1979 und 1985: Dresden, Bezirkskunstausstellungen

## Ehrungen
- 1965 und 1967: Kunstpreis des DTSB (im Kollektiv)
- Kunstpreis der Stadt Meißen

- 1973: Kunstpreis der DDR (im Kollektiv)
- 1975: Nationalpreis der DDR III. Klasse (im Kollektiv; für seinen Anteil an der Bewahrung der traditionsreichen Meißner Porzellankunst und deren schöpferischer Weiterentwicklung).[11]
- 2000: Sächsischer Verdienstorden, anlässlich seiner fünfzigjährigen Zugehörigkeit zur Porzellanmanufaktur Meißen
- 2007: Bundesverdienstkreuz 1. Klasse